# Iljitsch Johannsen
Iljitsch Johannsen, född 19 februari 1925 i Paris, Frankrike, död 7 mars 1957 i Frankrike (drunkning), var en dansk författare. Hans första verk var en dikt som publicerades i diktsamlingen Vild Hvede 1941, och hans första egna diktsamling gavs ut 1944, vid namn Yngling og Pige. 1949 släpptes diktsamlingen Harkelin og Døden. 1952 kom Ræven og træet och slutligen 1954 Modet. Han översatte även dikter av spanske García Lorca. Lorca var huvudperson i Johannsens enda drama som släpptes 1956 vid namn Smedierne i Granada.

## Priser & utmärkelser
- Emma Bærentzens Legat 1956